# Pico Fortuna
El Pico Fortuna (en inglés: Fortuna Peak) es un pico que llega a unos 385 m s. n. m. y se ubica en el lado este de la bahía Fortuna en la costa norte de la isla San Pedro, en el océano Atlántico Sur, cuya soberanía está en disputa entre el Reino Unido el cual las administra como «Territorio Británico de Ultramar de las islas Georgias del Sur y Sandwich del Sur», y la República Argentina que las integra al Departamento Islas del Atlántico Sur, dentro de la Provincia de Tierra del Fuego, Antártida e Islas del Atlántico Sur. 
El nombre parece ser utilizado por primera vez en una carta del Almirantazgo Británico en 1931, y se debe a la asociación con la bahía cercana.